# اجواوة (بني سيدال لوطا)
اجواوة هي إحدى مشيخات المملكة المغربية، تتبع جغرافيا لإقليم الناظور وإداريًا لبني سيدال لوطا. يقدر عدد سكانها بـ 3174 نسمة حسب الإحصاء الرسمي للسكان والسكنى لسنة 2004.